# Gnathonemus
Genre
Gnathonemus est un genre de poissons de la famille des Mormyridés. Ce genre représente les espèces appelées poissons éléphants. Toutes les espèces que regroupe ce genre se rencontre uniquement en Afrique.

## Liste des espèces
Selon FishBase (28 mai 2015):
- Gnathonemus barbatus Poll, 1967
- Gnathonemus echidnorhynchus Pellegrin, 1924
- Gnathonemus longibarbis Hilgendorf, 1888
- Gnathonemus petersii Günther, 1862